# Rachael Bella
Pour les articles homonymes, voir Bella.
Rachael Bella Zvagelsky, connue sous le nom de Rachael Bella, née Kneeland le 13 mars 1984 à Vermillion (États-Unis), est une actrice américaine.

## Carrière
Rachael Bella est surtout connue pour son rôle de Becca Kotler dans le film Le Cercle (The Ring, 2002). Elle apparait également dans Burger Kill (2007), le film d'horreur de genre slasher, dans le rôle de Starfire. Elle joue dans le film American Gun (2005) et dans d'autres films et émissions de télévision, tels que New York, unité spéciale, Buffy contre les vampires, Boston Public et Tru Calling et La Chasse aux sorcières (1996),.
Elle prend sa retraite d'actrice en 2007 et rejoint PlanJam, une petite startup Internet basée à Los Angeles, où elle travaille comme assistante administrative en charge de toutes les opérations commerciales quotidiennes. En 2009, Rachael Bella est embauchée dans le cabinet d'avocats Janian & Associates où elle s'occupe des services aux clients. En 2010, elle rejoint l'équipe du cabinet d'avocats de Marlo Van Oorschot où elle est réceptionniste et assistante de bureau.

## Vie privée
Rachael Bella épouse l'acteur  Edward Furlong le 19 avril 2006. Elle donne naissance à leur fils, Ethan Page Furlong, en septembre 2006. Le 8 juillet 2009, Bella demande le divorce en invoquant des différences irréconciliables et allégue dans des documents judiciaires que leur fils a été testé positif à la cocaïne, ce qui conduit un juge à décider que les visites de Furlong devaient être surveillées. En mai 2013, elle obtient une ordonnance d'interdiction à l'encontre de Furlong, alléguant des violences domestiques. Furlong a plaidé Nolo contendere.
Elle épouse Ron Zvagelsky le 30 juillet 2014 avec qui elle a deux enfants.

## Filmographie

### Au cinéma
| Année | Titre                   | Rôle                    | Remarques |
| ----- | ----------------------- | ----------------------- | --------- |
| 1993  | When Pigs Fly           | Ruthie                  |           |
| 1993  | Household Saints        | Teresa Santangelo jeune |           |
| 1995  | La Petite Princesse     | Betsy                   |           |
| 1996  | La Chasse aux sorcières | Betty Parris            |           |
| 1997  | The Blood Oranges       | Meredith                |           |
| 2002  | Le Cercle               | Rebecca "Becca" Kotler  |           |
| 2005  | American Gun            | Haille                  |           |
| 2006  | Jimmy and Judy          | Judy                    |           |
| 2006  | High Hopes              | Lindsey                 |           |
| 2007  | Drive-thru              | Starfire                |           |

## À la télévision
| Année | Titre                                       | Rôle             | Remarques                                     |
| ----- | ------------------------------------------- | ---------------- | --------------------------------------------- |
| 1993  | Love, Honor & Obey: The Last Mafia Marriage | Gigi Jeune       | Film télé                                     |
| 1994  | Une maman formidable                        | Petite fille     | "Grace and Beauty"                            |
| 1994  | Urgences                                    | Sarah Gasner     | "Into That Good Night"                        |
| 1995  | W.E.I.R.D. World                            | Suzie            | Film télé                                     |
| 1997  | The Devil's Child                           | Jeune Nikki      | Film télé                                     |
| 2001  | The Practice : Donnell et Associés          | Lisa Matthews    | "Poor Richard's Almanac"                      |
| 2002  | Buffy contre les vampires                   | Fille morte      | "Rédemption"                                  |
| 2002  | New York, unité spéciale                    | Jackie Landricks | Saison 4, épisode 10 Une famille sur commande |
| 2003  | Tru Calling : Compte à rebours              | Jen De Luca      | "Star Crossed"                                |
| 2004  | Boston Public                               | Ditto            | "Chapter 80"                                  |